# عبدالهادی
عبدالهادی از نام‌های کوچک عربی-اسلامی برای مردان است. برخی افراد با این نام عبارتند از:
- سید عبدالهادی حسینی شاهرودی روحانی شیعه و نماینده مجلس خبرگان رهبری
- سید عبدالهادی شیرازی فقیه، اصولی، مجتهد و از مراجع شیعه
- عبدالهادی حائری روحانی شیعه ایرانی
- عبدالهادی فضلی عالم شیعی‌مذهب اهل عربستان
- عبدالهادی التازی زبان‌شناس اهل مراکش
- عبدالهادی داوی
- عبدالهادی یمنی
- عبدالهادی خمیس بازیکن فوتبال اهل کویت